# Voto obligatorio en Chile
El voto obligatorio es un sistema de votación que establece que el sufragio es una obligación ciudadana y un derecho, siendo un deber de los ciudadanos acudir a los centros de votaciones correspondientes para cumplir con dicha obligación y derecho. En Chile, este sistema ha regido en diversos periodos de la historia, incluyendo la elección presidencial realizada entre los años 2009 y 2010. En 2012, este sistema dejó de regir para dar paso al voto voluntario, sin embargo, se implementó nuevamente para el plebiscito de salida de la  Nueva Constitución realizado el 4 de septiembre de 2022. Esta última elección fue la que contó con la mayor participación ciudadana electoral desde el año 2012, siendo este, el mismo año donde comenzó a regir la vigencia del voto voluntario e inscripción automática en Chile.

## Historia
En el transcurso del siglo XIX y siglo XX, Chile fue ido consolidando lentamente una institucionalidad democrática, en el contexto de un sistema político con altos grados de estabilidad, y que gradualmente se fue abriendo a nuevo sectores de la sociedad, en un proceso que fue interrumpido por el golpe de Estado de 1973, y retomado en 1989 con el retorno a la democracia.
Desde un inicio, la inscripción al servicio electoral fue voluntaria y contaba con voto obligatorio.[cita requerida] Pero, luego de las elecciones presidenciales que se realizaron entre el 2009 y 2010, donde salió electo Sebastián Piñera, se impulsó la idea de cambiar lo anterior por una inscripción automática y voto voluntario. La motivación para esto fue la baja participación de los chilenos en la vida política, sobre todo en las zonas de la población más jóvenes.[cita requerida]
Con este nuevo sistema de voto voluntario, no había problemas para aquellas personas que no asistieran a votar en las distintas elecciones, ya que, no existían las multas ni la necesidad de excusarse.[cita requerida]
En las elecciones municipales realizadas el 28 de octubre de 2012, se implementó este nuevo método de voto voluntario e inscripción automática. Pero, aún así, la participación en esa primera ocasión con el nuevo método, fue bastante baja, incluso menos que el porcentaje de ciudadanos que acudieron a votar cuando se llevó a cabo el último sufragio con inscripción automática y voto obligatorio.[cita requerida]
Algo similar a la situación anterior ocurrió en las elecciones presidenciales que se realizaron en el 2013, donde hubo una gran abstención de los ciudadanos, ya que, la cantidad de chilenos que sufragaron fue de 5.672.356, siendo 13.573.000 aquellos que estaban inscritos en el registro electoral. Esto representa que el porcentaje de electores que no votaron alcanzó un 58,21%.[cita requerida]
Luego de estos dos procesos señalados, varios sectores políticos del país han criticado la inscripción automática, pero sobre todo, el voto voluntario. Es por la misma razón, que hoy en día toma lugar en la palestra la posibilidad de volver al voto obligatorio, pero manteniendo la inscripción automática.[cita requerida]

### Reimplementación en el plebiscito constitucional de 2022
En el Plebiscito Constitucional de salida, realizado el 4 de septiembre de 2022, para saber si se aprobaba o rechazaba la nueva Constitución que se había propuesto, el voto fue obligatorio, después de mucho tiempo siendo voluntario. Según el Servicio Electoral de Chile (Servel), esto se produjo debido a que en el capítulo XV correspondiente a la Constitución Política de la República de Chile, decidió modificar la ley N° 21.200, decretando así, que el voto en esta instancia, fuera obligatorio.
Aquellos que no acudieran a sufragar serían denunciados por el Servicio Electoral de Chile, para que luego fueran citados a declarar por parte de los Juzgados de Policía Local, recibiendo también, una multa que fluctuaba aproximadamente entre los $30.000 y $180.000 –0,5 a 3 UTM (unidades tributarias mensuales).
Antes y durante el proceso de elección, no existió la posibilidad de poder excusarse bajo ningún motivo ante el Servel. Esto se aplicaba para las oficinas centrales, las Direcciones Regionales ubicadas a lo largo del país y las redes de Consulados de Chile situadas en el exterior. Pero, después de que algún elector o electora no haya acudido a ejercer su deber cívico, aquellos serían citados por el juez de Policía Local correspondiente a la comuna donde tenían inscrito su domicilio electoral. Para ese momento, la persona debía acreditar con documentación justificada la razón de por qué no asistió a votar.
“La ley señala que no incurrirá en esta sanción el ciudadano que haya dejado de cumplir su obligación por:
- Enfermedad.
- Ausencia del país.
- Encontrarse el día del Plebiscito en un lugar situado a más de doscientos kilómetros de aquél en que se encontrare registrado su domicilio electoral. Únicamente en este caso se acredita ante del Juez de Policía local presentando un comprobante de la constancia ante Carabineros realizada el día del Plebiscito.
- Otro impedimento grave, debidamente comprobado ante el juez competente.
- Las personas que durante la realización del Plebiscito Constitucional desempeñen funciones que encomienda el decreto con fuerza de ley n.º 2, del año 2017, del Ministerio Secretaría General de la Presidencia, que fija el texto refundido, coordinado y sistematizado de la ley n.º 18.700, orgánica constitucional sobre Votaciones Populares y Escrutinios, se eximirán de la sanción establecida en el presente artículo remitiendo al juez competente un certificado que acredite esta circunstancia.

El juez de Policía Local conocerá las excusas avaladas por la documentación necesaria y decidirá si multar o no al elector”.

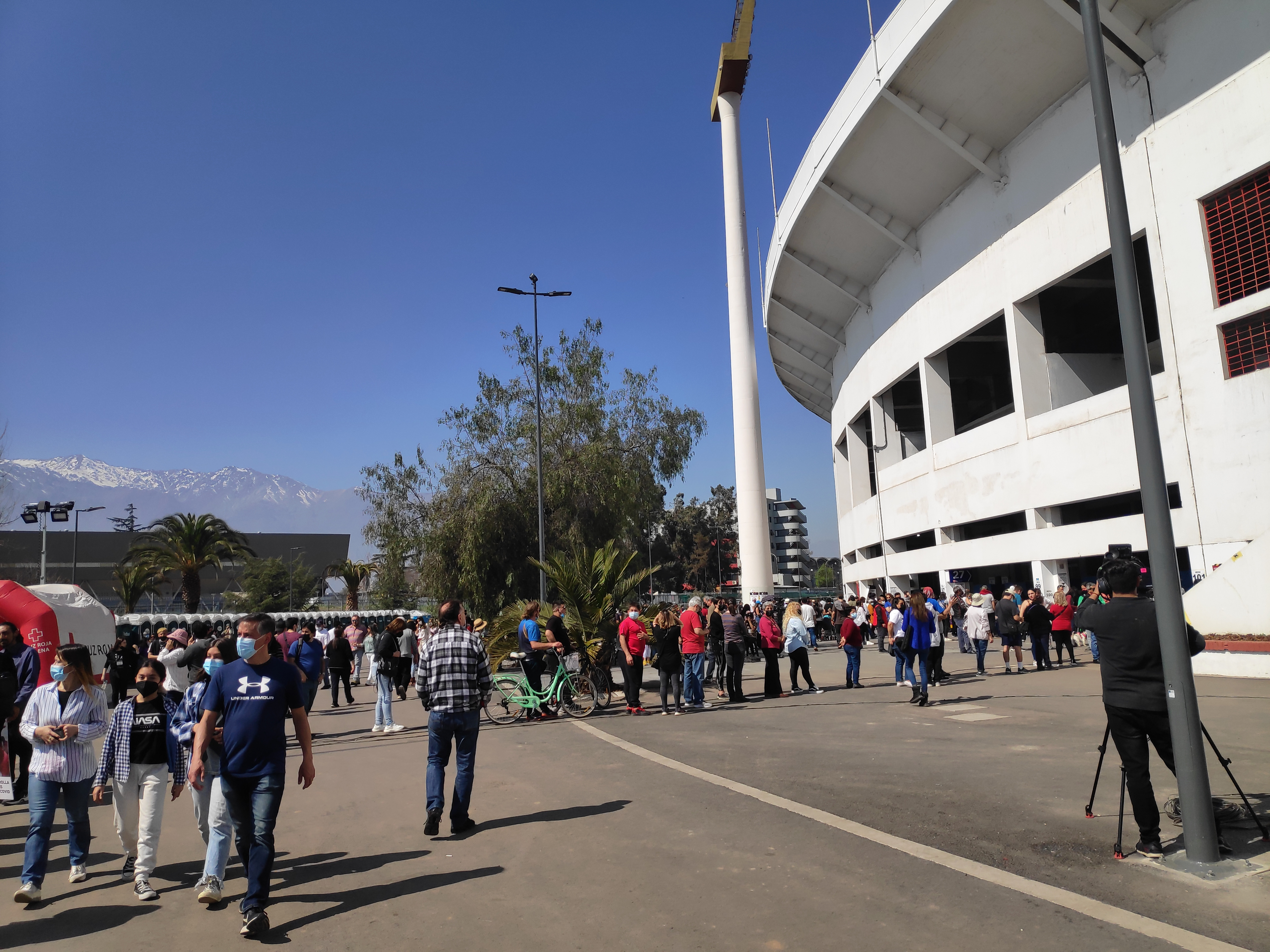
Votación en el Estadio Nacional durante el plebiscito constitucional de 2022.

La participación ciudadana en el Plebiscito Constitucional de salida alcanzó un 99,97% de mesas escrutadas, siendo 38.747 las calculadas, de un total de 38.757. Donde la opción “Apruebo”, con 4.859.039 votos (38,14%), se posicionó por debajo de la opción “Rechazo”, que obtuvo 7.882.238 votos (61,86%), siendo esta última la ganadora.
De acuerdo al Servel, los votos en blanco fueron 77.340, mientras que los nulos llegaron a ser 200.881. El total de los votos, sumando las opciones “Apruebo” y “Rechazo”, más los blancos y nulos, tanto de ciudadanos que se encontraban en Chile, como aquellos en el exterior, fue de 13.028.739.
Finalmente, bajo éstas cifras, la nueva Constitución fue rechazada, con una histórica participación electoral de los chilenos y chilenas.
Al igual que en otras elecciones que se han realizado en el país, el Estadio Nacional Julio Martínez Prádanos, es el recinto más grande donde acuden los ciudadanos a sufragar.[cita requerida]